# Tolu Arokodare
Toluwalase Emmanuel Arokodare (Festac Town, 23 november 2000) is een Nigeriaans voetballer die als aanvaller speelt. Hij komt sinds begin 2023 uit voor de Belgische eersteklasser KRC Genk.

## Carrière
Arokodare kreeg het grootste gedeelte van zijn opleiding in zijn thuisland in de International Sports Academy Wasimi. Op een leeftijd van 18 jaar en 7 maanden verliet hij zijn thuisland om in Letland te gaan spelen voor Valmieras FK. Op 30 juni 2019 mocht hij officieel debuteren in de competitiewedstrijd tegen BFC Daugavpils waarin hij in de basis startte. Na 72 minuten werd hij gewisseld. De wedstrijd eindigde uiteindelijk op een 1-1 gelijkspel. Drie weken later wist hij ook zijn eerste doelpunt te scoren in de competitiewedstrijd tegen JFK Ventspils. Hierna volgde na verschillende doelpunten, in twee seizoenen bij Valmieras was Arokodare goed voor 22 doelpunten in 32 wedstrijden
Zijn goede resultaten bleven niet onopgemerkt en in september 2020 werd hij door zijn Letse club voor een jaar uitgeleend aan Bundesliga club 1. FC Köln. Köln betaalde een huurvergoeding van € 500.000 voor hem. Op 26 september 2020 mocht hij officieel debuteren in de uitwedstrijd tegen Arminia Bielefeld. Arokodare viel na 76 minuten in voor Sebastian Andersson, hij kon echter niet verhinderen dat zijn ploeg de wedstrijd met 0-1 verloor. Hij slaagde er niet in om coach Achim Beierlorzer te overtuigen van een plek in de basisopstelling. Begin november werd Beierlorzer ontslagen, maar ook zijn opvolger, de Duitser Markus Gisdol, was Arokodare enkel sporadisch invaller. Hij beëindigde het seizoen met 10 wedstrijden gespeeld te hebben, allemaal als invaller.   
Arokodare keerde terug naar Valmieras waarna hij voor het seizoen 2021-2022 opnieuw verhuurd werd, nu aan de Franse tweedeklasser Amiens SC. Bij de club van coach Philippe Hinschberger kon hij wel direct overtuigen en scoorde hij aan de lopende band. In zijn debuutseizoen was hij, in alle competities samen, goed voor 13 doelpunten. Aan het eind van het seizoen kwamen Valmieras en Amiens overeen om de uitleenbeurt van Arokodare met één seizoen te verlengen.
Op 31 januari 2023, bij het sluiten van de transferperiode, trok het Belgische KRC Genk hem aan, hij tekende er een contract voor 4,5 seizoenen tot de zomer van 2027. Arokodare moet er de vervanger worden van landgenoot Paul Onuachu die vertrok naar het Engelse Southampton FC. Hij debuteerde op 5 februari 2023 in de uitwedstrijd tegen KAA Gent, in de 65ste minuut viel hij in voor Aly Samatta. In de 86ste minuut wist Arokodare meteen zijn eerste doelpunt te scoren, hij maakte de 1-3. Genk zou de wedstrijd uiteindelijk winnen met 2-3.

## Statistieken
| Seizoen         | Club            | Land               | Competitie      | Competitie | Competitie | Beker | Beker | Europees | Europees | Totaal | Totaal |
| Seizoen         | Club            | Land               | Competitie      | Wed.       | Dlp.       | Wed.  | Dlp.  | Wed.     | Dlp.     | Wed.   | Dlp.   |
| --------------- | --------------- | ------------------ | --------------- | ---------- | ---------- | ----- | ----- | -------- | -------- | ------ | ------ |
| 2019            | Valmieras FK    | Vlag van Letland   | Virslīga        | 16         | 7          | 1     | 0     | —        | —        | 17     | 7      |
| 2020            | Valmieras FK    | Vlag van Letland   | Virslīga        | 16         | 15         | 0     | 0     | 1        | 0        | 17     | 15     |
| 2020/21         | → 1. FC Köln    | Vlag van Duitsland | Bundesliga      | 10         | 0          | 1     | 0     | —        | —        | 11     | 0      |
| 2021/22         | → Amiens SC     | Vlag van Frankrijk | Ligue 2         | 35         | 8          | 5     | 5     | —        | —        | 40     | 13     |
| 2022/23         | → Amiens SC     | Vlag van Frankrijk | Ligue 2         | 20         | 6          | 3     | 2     | —        | —        | 23     | 8      |
| 2022/23         | KRC Genk        | Vlag van België    | Eerste klasse A | 11         | 2          | 0     | 0     | —        | —        | 11     | 2      |
| 2023/24         | KRC Genk        | Vlag van België    | Eerste klasse A | 40         | 12         | 1     | 0     | 11       | 3        | 52     | 15     |
| 2024/25         | KRC Genk        | Vlag van België    | Eerste klasse A | 20         | 13         | 3     | 1     | —        | —        | 23     | 14     |
| Carrière totaal | Carrière totaal | Carrière totaal    | Carrière totaal | 168        | 63         | 14    | 8     | 12       | 3        | 194    | 74     |

## Palmares
| Individueel        |    |      |
| Ebbenhouten Schoen | 1x | 2025 |